# Synagoga w Rohožníku
Synagoga w Rohožníku – zbudowana w XIX wieku przy ulicy Pri potoku 76. Obecnie w synagodze znajduje się magazyn trumien. Synagoga jest jednym z najbardziej charakterystycznych i najbardziej oryginalnych budynków we wsi. Wewnątrz zachowały się fragmenty malowideł oraz innych charakterystycznych elementów.